# 105年
| 千纪： | 1千纪                                                                                           |
| 世纪： | 1世纪 \| 2世纪 \| 3世纪                                                                         |
| 年代： | 70年代 \| 80年代 \| 90年代 \| 100年代 \| 110年代 \| 120年代 \| 130年代                          |
| 年份： | 100年 \| 101年 \| 102年 \| 103年 \| 104年 \| 105年 \| 106年 \| 107年 \| 108年 \| 109年 \| 110年 |
| 纪年： | 乙巳年（蛇年）；东汉永元十七年，元兴元年                                                        |

## 大事记
- 蔡倫把改進造紙術的成果報告給漢和帝，皇帝對蔡倫的才能非常讚賞，並把改進過的造紙技術向各地推廣。

## 各国领袖

### 非洲
- 库施
  - 国王：Teqerideamani I（90年－114年）

### 亚洲
- 中国
  - 东汉：
    - 皇帝：

    1. 汉和帝（88年－105年）
    2. 汉殇帝（105年－106年）
- 朝鲜
  - 百济：
    - 国王：己娄王（77年－128年）

  - 高句丽：
    - 国王：太祖王（53年－146年）

  - 新罗：
    - 国王：婆娑尼师今（80年－112年）
- 贵霜帝国
  - 国王：索特尔·麦格斯（80年－105年）

### 欧洲
- 高加索伊比里亚
  - 国王：阿佐克（87年－106年）
- 达契亚
  - 国王：德凯巴鲁斯（87年－106年）
- 罗马帝国
  - 皇帝：图拉真（98年－117年）

### 中东
- 奈巴提亚
  - 国王：Rabbel II Soter（70年－106年）
- 奥斯若恩
  - 国王：Sanatruk（91年－109年）
- 安息
  - 国王：
    1. 帕科罗斯二世（78年－105年）
    2. （政权对立）

    -       - 沃洛吉斯三世（105年－147年）
      - 奥斯罗埃斯一世（105年－129年）

## 出生
- 漢殤帝，漢和帝次子，東漢第五位皇帝。
- 順烈皇后梁妠，漢順帝皇后。